# The Humans
 (octobre 2019).
Si vous disposez d'ouvrages ou d'articles de référence ou si vous connaissez des sites web de qualité traitant du thème abordé ici, merci de compléter l'article en donnant les références utiles à sa vérifiabilité et en les liant à la section « Notes et références ».
Pour l’article homonyme, voir The Humans (groupe).
The Humans est un jeu vidéo de réflexion développé par Imagitec Design et édité par GameTek en 1992 sur micro-ordinateurs et consoles. Atari a édité le jeu sur Jaguar, Atari Falcon 030 et Lynx, respectivement sous les titres Evolution: Dino Dudes et Dinolympics.

## Équipe de développement
- Conception : R. V. Humble
- Programmation :	Dave Lincoln
- Graphisme : Andrew Gilmour
- Musique : Barry Leitch

## Série
- 1992 - The Humans
- 1993 - The Humans 2: Jurassic Levels
- 1996 - Humans III: Evolution Lost in Time...
- 2009 - The Humans : Nos Ancêtres (sur Nintendo DS)

The Humans 2 fut à la fois commercialisé en stand-alone et comme extension de The Humans. Il fut aussi distribué dans le pack The Humans 1 & 2 (1994).